# Patrick Winters
Patrick Winters SAC (* 8. Oktober 1908 in Ramore, County Galway; † 1. April 1994 in Thurles) war Bischof von Mbulu.

## Leben
Winters wurde am St. Joseph College, Garbally Park, Ballinasloe erzogen. Nachdem er vier Jahre lang gearbeitet hatte, trat Winters in das Pallottiner College in Thurles ein, um dort Priester zu werden. In Thurles studierte er am St. Patrick’s College Philosophie. Winters zog nach Rom, um zwischen 1935 und 1939 Theologie an der Gregoriana zu studieren und wurde am 3. Juli 1938 zum Priester geweiht. Er erwarb 1939 sein Lizentiat in Heiliger Theologie.
Der Papst ernannte ihn am 29. Januar 1944 zum Apostolischen Präfekten von Mbulu. Am 10. Januar 1952 ernannte ihn Pius XII. zum Titularbischof von Burca und zum Apostolischen Vikar von Mbulu. Der Erzbischof von Cashel und Emly, Jeremiah Kinane, spendete ihm am 4. Mai  desselben Jahres die Bischofsweihe; Mitkonsekratoren waren Michael John Browne, Bischof von Galway und Kilmacduagh, und John William Heffernan CSSp, Apostolischer Vikar von Sansibar. Am 25. März 1953 wurde er zum Bischof von Mbulu ernannt. Er nahm an allen vier Sitzungen des Zweiten Vatikanischen Konzils teil. Er trat von seinem Amt am 3. Juli 1971 zurück. Nach seiner Pensionierung zog er nach Irland zurück und diente als Priester. Sein späteres Leben verbrachte er am pallottinischen College in Thurles, wo er am 1. April 1994 am Karfreitag starb und auf dem pallottinischen Gemeindefriedhof in St. Marys, Cabra, Thurles beerdigt wurde.